# Stenoplax purpurascens
Stenoplax purpurascens är en blötdjursart som först beskrevs av C.B. Adams 1845.  Stenoplax purpurascens ingår i släktet Stenoplax och familjen Ischnochitonidae. Inga underarter finns listade i Catalogue of Life.